# تاگارپ
تاگارپ (به سوئدی: Tågarp) یک منطقهٔ مسکونی در سوئد است که در استان اسکونه واقع شده‌است.

## خصوصیات
تاگارپ ۰٫۴۲ کیلومترمربع مساحت و ۴۳۱ نفر جمعیت دارد.